# 日之出站 (北海道)

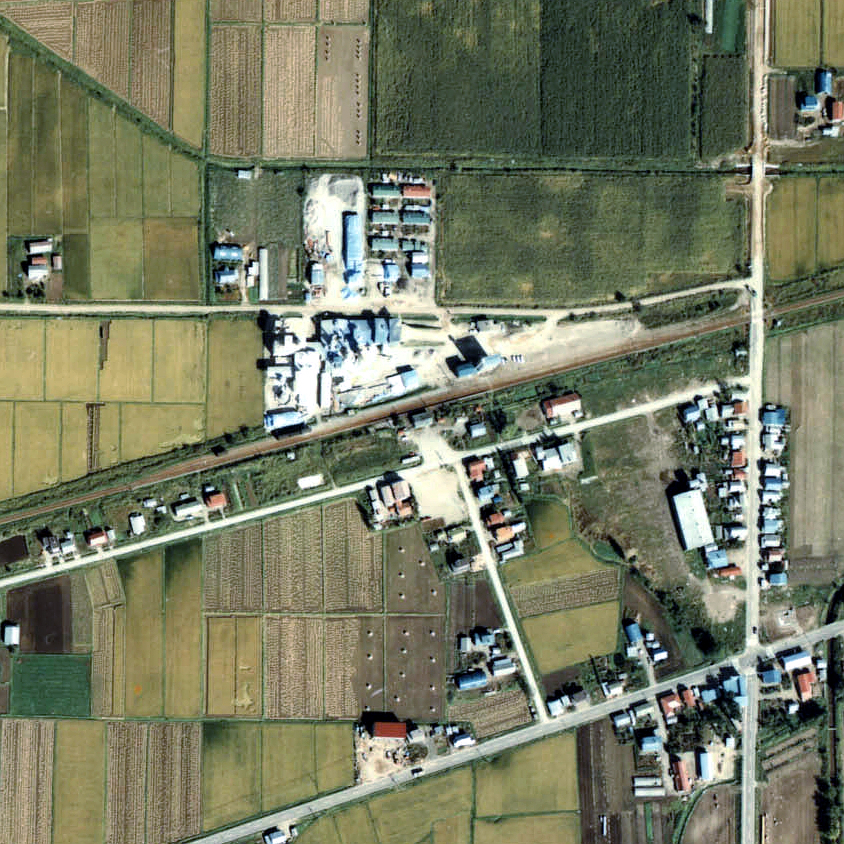
1977年國鐵池北線時代的日之出站與方圓500米範圍。右邊是北見方向。當時設有1面1線的單式月台，車站後方的石灰工場處設有1條貨物線。

日之出站（日语：／ Hinode eki */?）是位於北海道常呂郡訓子府町字日出，北海道池北高原鐵道的故鄉銀河線車站（廢站）。隨著故鄉銀河線廢線，車站在2006年（平成18年）4月21日廢除。

## 歷史
- 1947年（昭和22年）2月11日 - 運輸省網走本線日之出臨時乘降場（局（日语：鉄道管理局）設定）啟用。
- 1949年（昭和24年）6月1日 - 日本國有鐵道成立，成為日本國有鐵道車站。
- 1950年（昭和25年）1月15日 - 升級為車站。開始處理乘客和行李[2][3]。
- 1951年（昭和26年）11月26日 - 在毎年更新的鐵道管理局長承認，此站為特例處理貨物車站[4]。
- 1961年（昭和36年）4月1日 - 池田至北見之間改名為池北線，成為池北線車站[5]。
- 1962年（昭和37年）4月1日 - 成為業務委託車站。
- 1984年（昭和59年）2月1日 - 結束處理行李。
- 1986年（昭和61年）11月1日 - 成為無人車站。
- 1987年（昭和62年）4月1日 - 伴隨國鐵分割民營化，車站由北海道旅客鐵道（JR北海道）營運。
- 1989年（平成元年）6月4日 - 北海道池北高原鐵道繼承池北線[5][6][7][8][9]。
- 1998年（平成10年）11月11日 - 木製車站大樓被拆毀，重為一座新車站大樓並開始使用。
- 2006年（平成18年）4月21日 - 故鄉銀河線全線廢除[1][10]，此站也廢除。

## 車站構造
截至車站廢除前，此站是地面車站，設有1面1線的單式月台。在1951年（昭和26年）前，此站設有2號月台、貨物線和砂石專用線。在國鐵時代，日立製造錄像機電視廣告曾經於此站取景。在廢線後，路軌被撤走，車站大樓和月台還保留，變為周邊地區公園的一部分。

## 使用狀況
| 乘車人次變化 | 乘車人次變化 |
| 年度         | 1日平均人次  |
| ------------ | ------------ |
| 1975         | 155          |
| 1980         | 135          |
| 1985         | 117          |

## 車站周邊
車站附近為日之出地區村落。
- 北海道道50號北見置戶線（日语：北海道道50号北見置戸線）
- 北見日之出簡易郵局
- 訓子府石灰工業日之出工場
- 常呂川（日语：常呂川）
- 北海道北見巴士（日语：北海道北見バス）「日之出」巴士站

## 相鄰車站
北海道池北高原鐵道
故鄉銀河線
穗波－日之出－廣鄉

## 注腳
1. 1 2 3  北見現代史編集委員会（編集）. . 北見市: 981頁. 2007-01 （日语）.
2. ↑   第1版. 札幌市: 日本國有總道北海道總局. 1973-03-25: 150. ASIN B000J9RBUY （日语）.
3. ↑  大藏省印刷局 (编). . 官報 (國立國會圖書館數碼化收藏). 1950-01-09, (6895)  [2021-12-23]. （原始内容存档于2021-11-27） （日语）.
4. 1 2  訓子府町史 昭和42年3月發行 P764。當時一直要求車站正式可處理貨物，但是最終沒有實現。
5. 1 2   田中和夫（監修）. . 上巻 国鉄・JR線. 北海道新聞社（編集）. 2002-07-15: 236–237頁. ISBN 978-4-89453-220-5. ISBN 4-89453-220-4 （日语）.
6. ↑  田中和夫（監修）. . 下巻 SL・青函連絡船他. 北海道新聞社（編集）. 2002-12-05: 222頁–223頁. ISBN 978-4-89453-237-3. ISBN 4-89453-237-9.
7. ↑  北見現代史編集委員会（編集）. . 北見市: 952頁,954頁. 2007-01 （日语）.
8. ↑  ふるさと銀河線10周年記念事業実行委員会（編集）. : 21–24頁、95頁. 1999-06-04 （日语）.
9. ↑  . 北海道新聞 (北海道新聞社). フォト北海道（道新写真データベース）. 1989-06-03  [2016-11-25]. （原始内容存档于2016年11月25日） （日语）.
10. ↑  . 北海道新聞 (北海道新聞社). フォト北海道（道新写真データベース）. 2006-04-21  [2016-11-25]. （原始内容存档于2016年11月25日） （日语）.
11. ↑  續訓子府町史 平成10年3月發行 P.836